# Pseudomys nanus
Il topo australiano castano occidentale (Pseudomys nanus  Gould, 1858) è un roditore della famiglia dei Muridi endemico dell'Australia

## Descrizione
Roditore di piccole dimensioni, con la lunghezza della testa e del corpo tra 90 e 140 mm, la lunghezza della coda tra 80 e 120 mm, la lunghezza del piede tra 23 e 27 mm, la lunghezza delle orecchie tra 14 e 16 mm e un peso fino a 50 g.

Il corpo è robusto e tozzo. Le parti superiori sono bruno-grigiastre, cosparse densamente di lunghi peli nerastri. Le orecchie sono proporzionalmente corte. Sono presenti degli anelli castano chiari intorno agli occhi. Le parti ventrali sono bianco-giallastre, con la base dei peli grigia, tranne sul petto. I fianchi sono fulvi. Le mani e i piedi sono biancastri. La coda è più corta della testa e del corpo, marrone scuro sopra e bianca sotto. Il cariotipo è 2n=48 FN=54.

## Biologia

### Comportamento
È una specie notturna e abbastanza confidente.

### Alimentazione
Si nutre di parti vegetali.

### Riproduzione
Si riproduce nei periodi ambientali favorevoli. Le femmine danno alla luce 3-5 piccoli alla volta, dopo una gestazione di 22-24 giorni.

## Distribuzione e habitat
Questa specie è diffusa nell'Australia settentrionale e in alcune isole lungo la costa. In passato è stata presente anche nell'Australia Occidentale centrale e meridionale.
Vive nelle praterie e nei boschi di eucalipto su terreni sabbiosi, vulcanici e di laterite.

## Tassonomia
sono state riconosciute 2 sottospecie:
- P.n.nanus: Australia Occidentale settentrionale, Territorio del Nord settentrionale e estremo Queensland nord-occidentale;
- P.n.ferculinus (Thomas, 1902): Isole di Barrow, Sir Edward Pellew Group, Potter e Scholl.

## Conservazione
La IUCN Red List, considerato il vasto areale, la presenza in diverse aree protette e la popolazione numerosa, classifica P. nanus come specie a rischio minimo (Least Concern).